# Bankhaus Kaskel

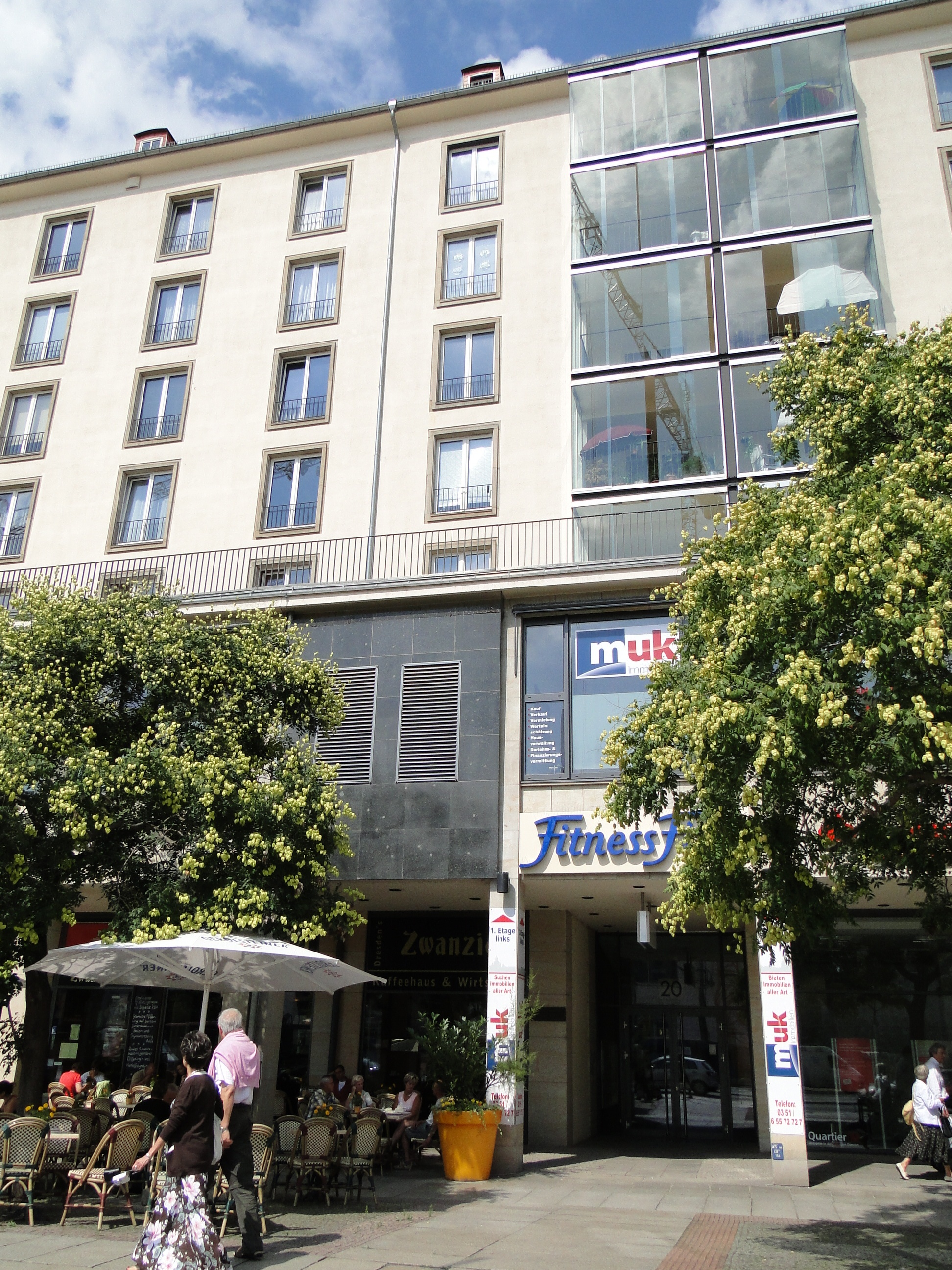
Haus Wilsdruffer Straße 20 mit Erinnerungstafel an das frühere Bankhaus Kaskel am selben Ort

Das Bankhaus Kaskel war eine Privatbank mit Sitz auf der heutigen Wilsdruffer Straße 20 in Dresden. 1872 auf Initiative Eugen Gutmanns in eine Aktiengesellschaft umgewandelt und umbenannt in 
Dresdner Bank wurde sie zu einem der führenden Kreditinstitute des Deutschen Reiches.

## Geschichte

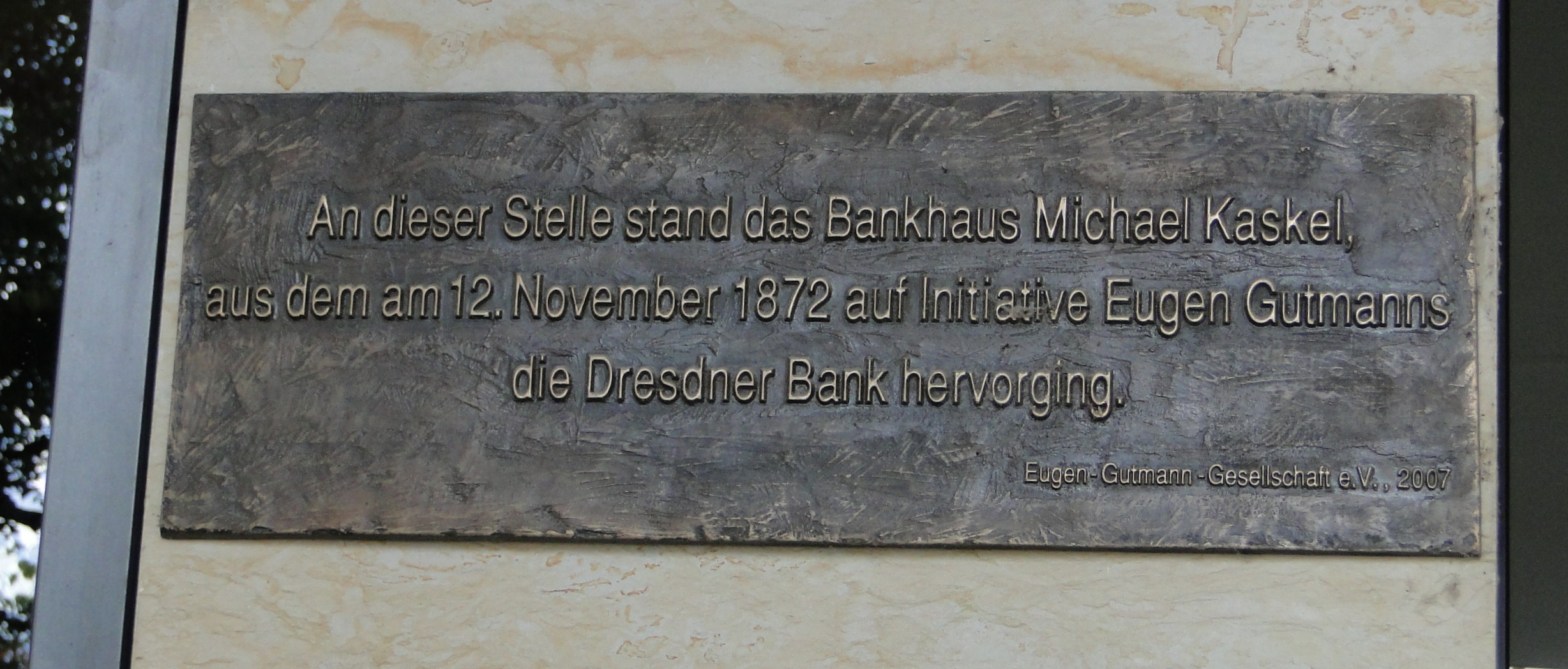
Erinnerungstafel am Haus Wilsdruffer Straße 20.

Gegründet wurde sie 1771 von dem aus Polen stammenden und in Dresden zum Hoffaktor ernannten Jakob Kaskele. Schwerpunkt war zunächst das Wechselgeschäft. Nach Jakobs Tod 1788 leitete zunächst seine aus Prag stammende Witwe Philippine (1742–1811) das Institut. Ihr folgte in der Leitung Jakobs Sohn Michael Kaskel (1775–1845). Michael Kaskel war zugleich Heeres- und Münzlieferant in Dresden. Michaels evangelisch getaufter Sohn Carl von Kaskel (1797–1874) war Präsident der Sächsischen Bank und finanzierte für Sachsen und Österreich den Deutschen Krieg. Dafür wurde er 1867 zum österreichischen Freiherren erhoben. Im Jahr 1872 wurde das Bankhaus Kaskel durch Eugen Gutmann und Ludwig Max Goldberger in eine Aktiengesellschaft umgewandelt. Gleichzeitig erhielt sie den neuen Namen Dresdner Bank und wurde zu einem der führenden Kreditinstitute des Reiches. Als Hausbankier des Königshauses genoss Carl Kaskel am Dresdner Königshof großes Ansehen. 
Carls Sohn Felix von Kaskel (1833–1894) war von 1872 bis 1894 Aufsichtsratsvorsitzender der Dresdner Bank. Er heiratete 1857 Emma von Oppenheim (1837–1928) und galt nach dem König als wohlhabendster Mann Dresdens. Sein Schwiegervater, der Kölner Bankier Simon Oppenheim, schenkte dem Paar das für den Königsberger und Berliner Bankier Martin Wilhelm Oppenheim errichtete Palais Oppenheim, das fortan auch als Palais Kaskel-Oppenheim bezeichnet wurde.

## Sonstiges
Die am Altmarkt ansässige Dresdner Bank gehört zur Commerzbank und sichert dieser lediglich die Namensrechte.